# محمد غازي القطان
محمد غازي القطان، لاعب كرة قدم كويتي، من مواليد 9 أبريل 1989.
يلعب في نادي القادسية الكويتي في وسط الميدان.